# Реньо (місячний кратер)
Кра́тер Реньо (лат. Regnault) — великий стародавній великий метеоритний кратер у північно-західній материковій частині видимого боку Місяця. Назву присвоєно на честь французького фізика і хіміка Анрі Віктора Реньо (1810—1878) й затверджено Міжнародним астрономічним союзом у 1935 році. Утворення кратера відбулося у нектарському періоді.

## Опис кратера

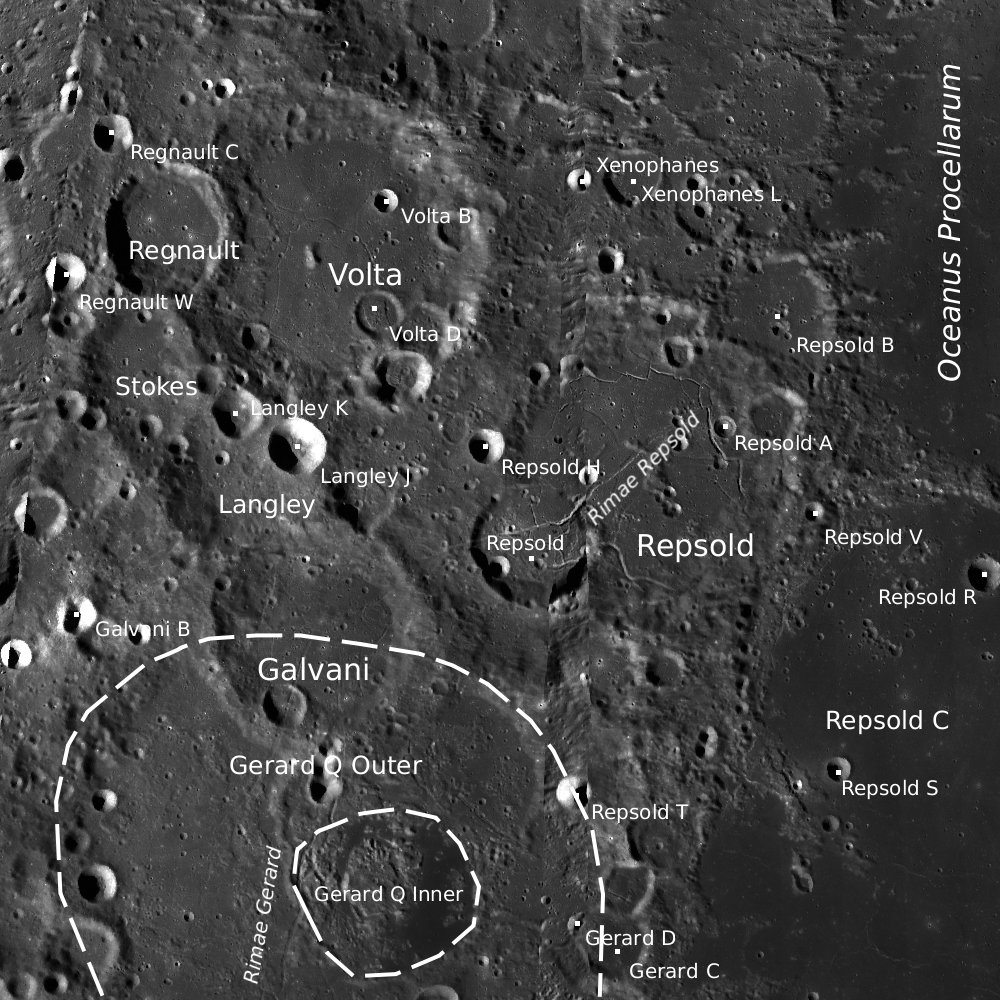
Околиці кратера Реньо. Світлина зонда Lunar Reconnaissance Orbiter.

Кратер Реньо перекриває західну частину валу кратера Вольта. Іншими найближчими сусідами кратера є кратер Почобут на північному заході; кратер Ксенофан на північному сході і кратер Стокс, що прилягає до південної частини валу кратера Реньо. На схід від кратера знаходиться Океан Бур. Селенографічні координати центру кратера 54°02′ пн. ш. 87°53′ зх. д. / 54.04° пн. ш. 87.88° зх. д., діаметр 51,3 км, глибина 2520 м.
Кратер Реньо має полігональну форму і є дещо видовжений з півночі на південь. Вал згладжений, у південній частині дещо спрямлений. Внутрішній схил є нерівномірний за шириною, найширший у південній частині, зберіг слабкі залишки терасоподібної структури. Висота валу над навколишньою місцевістю сягає 1090 м, об'єм кратера становить приблизно 1650 км³. Дно чаші є рівним і поцятковане безліччю дрібних кратерів.

## Сателітні кратери

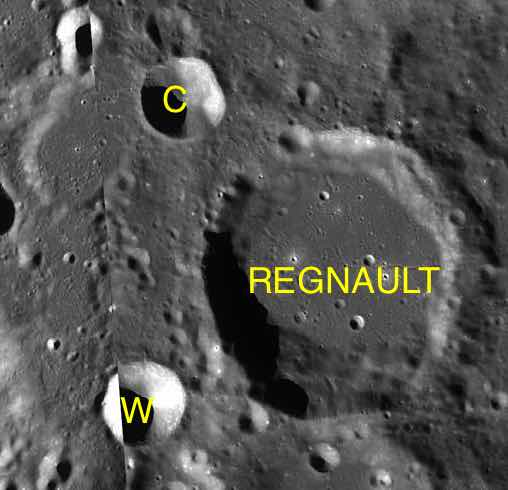
Фрагмент мапи LAC-21.

| Реньо | Координати                                                | Діаметр, км |
| ----- | --------------------------------------------------------- | ----------- |
| C     | 55°06′ пн. ш. 89°10′ зх. д. / 55.1° пн. ш. 89.16° зх. д.  | 13,9        |
| W     | 53°25′ пн. ш. 89°46′ зх. д. / 53.42° пн. ш. 89.77° зх. д. | 14,2        |